# 大村市立黒木小学校
大村市立黒木小学校（おおむらしりつ くろきしょうがっこう、Omura City Kuroki Elementary School）は、長崎県大村市黒木町にある公立小学校。

## 概要
歴史
1874年（明治7年）に創立。数回の改称・改編を経て、戦後の1948年（昭和23年）4月に現校名となった。2009年（平成21年）に創立135周年を迎えた。
校区
住所表記で長崎県大村市の後に「黒木町」が続く地域。中学校区は大村市立萱瀬中学校。
校歌
作詞は福田清人、作曲は沖不可止による。4番まであり、各番に校名の「黒木」が登場する。

## 沿革
- 1874年（明治7年）1月4日[1] - 黒木郷字以良椎（桑川内）に「第五大学区第三中学区黒木小学校」が開校。
- 1883年（明治16年）4月1日 - 統合により「公立下等萱瀬小学校黒木分校」となる。
- 1886年（明治19年）4月10日 - 小学校令の施行により、萱瀬小学校から分離し、「尋常黒木小学校」として独立。修業年限を4年とする。
- 後に「黒木尋常小学校」に改称。
- 1889年（明治22年）4月 - 町村制の施行により、萱瀬村立の小学校となる。
- 1891年（明治24年）9月14日 - 洪水により校舎が流出。
- 1894年（明治27年）9月 - 校舎が完成（復興）。完成までの間は民家を仮校舎としていた。
- 1901年（明治34年）5月16日 - 高等科（修業年限2年）を併置し、「黒木尋常高等小学校」（尋常科4年・高等科2年）とする。
- 1907年（明治40年）4月 - 義務教育期間が4年から6年に延長されたため、高等科が廃止され「黒木尋常小学校」（尋常科6年）に改称。
  - 旧・高等科1年が尋常科5年に、旧・高等科2年が尋常科6年に振り替えられる。
- 1913年（大正2年）4月15日 - 田下郷の民家を借用した形で萱瀬高等小学校（修業年限2年）が開校。
- 1914年（大正3年）5月1日 - 萱瀬村内の小学校3校（萱瀬尋常小学校・黒木尋常小学校・萱瀬高等小学校）の統合により「萱瀬尋常高等小学校黒木分教場」となる。
- 1924年（大正13年）5月 - へき地指定を受ける。
- 1929年（昭和4年）3月26日 - 校舎を改築。
- 1941年（昭和16年）4月1日 - 国民学校令の施行により、「萱瀬村国民学校黒木分教場」に改称。
- 1942年（昭和17年）2月11日 - 大村市の発足により、「大村市萱瀬国民学校黒木分教場」に改称。
- 1947年（昭和22年）4月1日 - 学制改革（六・三制の実施）により、「大村市立萱瀬小学校黒木分校」となる。
- 1948年（昭和23年）8月31日 - 大村市立萱瀬小学校から分離し、「大村市立黒木小学校」として独立。初代校長は寺井喜久馬。複式3学級。
- 1949年（昭和24年）8月31日 - 台風により校舎が倒壊。
- 1950年（昭和25年）
  - 2月6日 - 新校舎が完成（復興）。
  - 9月9日 - 運動場が完成。
- 1954年（昭和29年）
  - 3月 - 2教室を増築。
  - 5月1日 - 育友会が萱瀬地区育友会から分離し、黒木小育友会として独立。
- 1969年（昭和44年）11月4日 - 学校給食を開始。
- 1972年（昭和47年）9月1日 - プールが完成。
- 1974年（昭和49年）2月7日 - 創立100周年記念式典を挙行。100周年記念碑、発祥地碑を建立。
- 1977年（昭和52年）4月 - 給食が新設の中地区共同調理場で調理されることとなる。
- 1978年（昭和53年）4月22日 - 鉄筋コンクリート造3階建ての新校舎が完成。
- 1985年（昭和60年）3月30日 - 体育館が完成。
- 1989年（平成元年）3月16日 - 交通安全標識を設置。
- 1992年（平成4年）11月23日 - 移転のための新校舎用地造成を開始。
- 1993年（平成5年）6月6日 - 新校舎建設を開始。
- 1995年（平成7年）3月28日 - 移転新校舎、プールが完成。
- 1998年（平成10年）
  - 4月 - 教育用コンピューターを導入（当初は7台）。
  - 4月20日 - 国道444号の一部開通により、通学路が変更となる。
  - 9月8日 - 上海市閔行区教育局視察団が来校。
- 1999年（平成11年）
  - 3月16日 - 国道444号が全面開通。
  - 8月12日 - 簡易水道給水を開始。
  - 8月13日 - 校門が完成。
- 2001年（平成13年）
  - 2月16日 - パソコン室を設置。
  - 5月30日 - 学校評議員制度活用を開始。
  - 9月13日 - ALT（外国語指導助手）による英語授業を開始。
  - 10月10日 - 学校菜園が完成し、「ふれあい農園」と命名。
  - 10月11日 - 萱瀬ダム完成記念式典が挙行され、児童鼓笛隊が参加。
  - 11月16日 - 黒木太鼓部が創設される。
- 2002年（平成14年）9月21日 - 浄化槽を設置。
- 2003年（平成15年）4月1日 - 大村市初の特別転入学制度により、児童4名の新・転入学がある。
- 2006年（平成18年）4月1日 - 市立小中学校で二学期制が導入される。
- 2007年（平成19年）9月5日 - ふるさとふれあい学習の一環で壱岐市立箱崎小学校と交流。
- 2010年（平成22年）8月 - 太陽光パネルを設置。
- 2013年（平成25年）8月 - 大村市内の学校給食共同調理場が統合され、大村市小学校給食センターが新設される。
  - これにより、市立小学校すべての給食が1ヶ所で調理されることとなった。

## アクセス
最寄りのバス停
- 長崎県営バス 「黒木小学校前」バス停

最寄りの国道・県道
- 国道444号
- 長崎県道252号多良岳大村線

## 周辺
- 萱瀬ダム
- 黒木民宿キャンプ場

## 同名の小学校
- 八女市立黒木小学校（福岡県八女市）
- 美郷町立黒木小学校（宮崎県東臼杵郡美郷町）
- 薩摩川内市立黒木小学校（鹿児島県薩摩川内市）

## 参考資料
- 大村市の教育 平成25年度 (PDF)  - 大村市ウェブサイト
- 「大村市史 下巻」（1961年（昭和36年）2月11日発行、大村市役所）

## 関連事項
- 長崎県小学校一覧